# Georges Mirianon
Georges Mirianon est un artiste peintre, dessinateur, lithographe et sculpteur français né le 16 juillet 1910 à Neuville-lès-Dieppe (Seine-Maritime, alors nommée Seine-Inférieure) qui vécut au Mesnil-Esnard (Seine-Maritime) où il est mort le 7 juillet 1986.

## Biographie

### Origines familiales

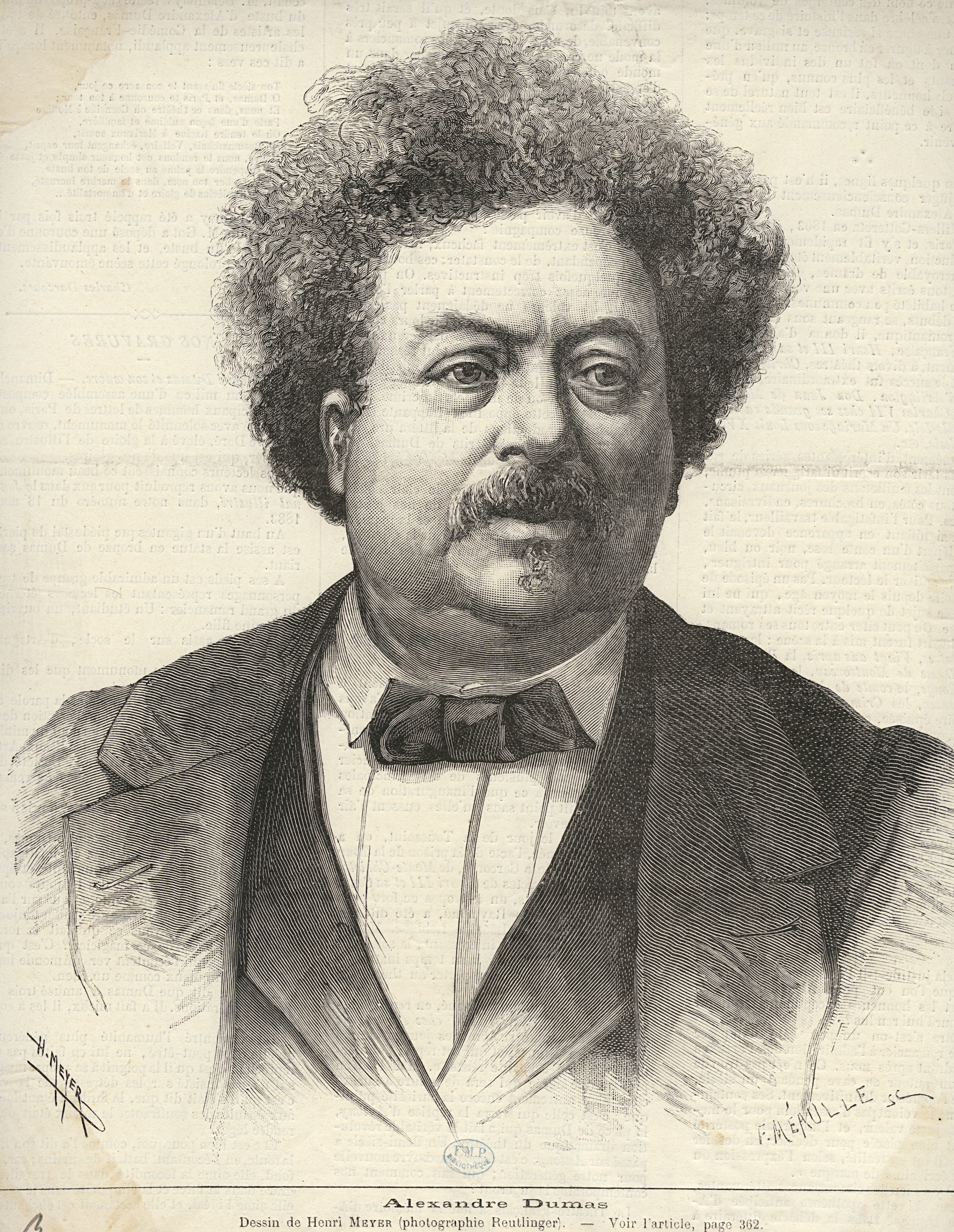
Alexandre Dumas

Georges Mirianon naît rue Bultel-Bourdon à Neuville-lès-Dieppe où sont domiciliés ses parents Vazili Mirianoff, lui-même né à Neuville-les-Dieppe (descendant d'une famille de Poti, port géorgien de la mer Noire, il francisera son état civil en Georges, Alexandre, Germain Mirianon), officier de la marine de commerce, capitaine au long cours et professeur à l'École d'hydrographie (on lui doit un Traité des évolutions sous voiles), et de son épouse née Suzanne Loyer, fille de Paul Loyer, exploitant une briqueterie locale. Fils unique, on compte parmi ses ascendants maternels Nicolas d'Amerval de Liancourt, de Vignacourt (Somme), qui fut un temps l'époux (mariage annulé en 1594) de Gabrielle d'Estrées, favorite du roi Henri IV. Son grand-père paternel, Vassily Mirianoff, se lia à Alexandre Dumas qui en fit la connaissance à Poti lors de son grand voyage en Russie, accepta de le suivre et en devint le factotum jusqu'aux derniers jours de l'écrivain à Neuville-les-Dieppe, dans le hameau de Puys.

### Formation

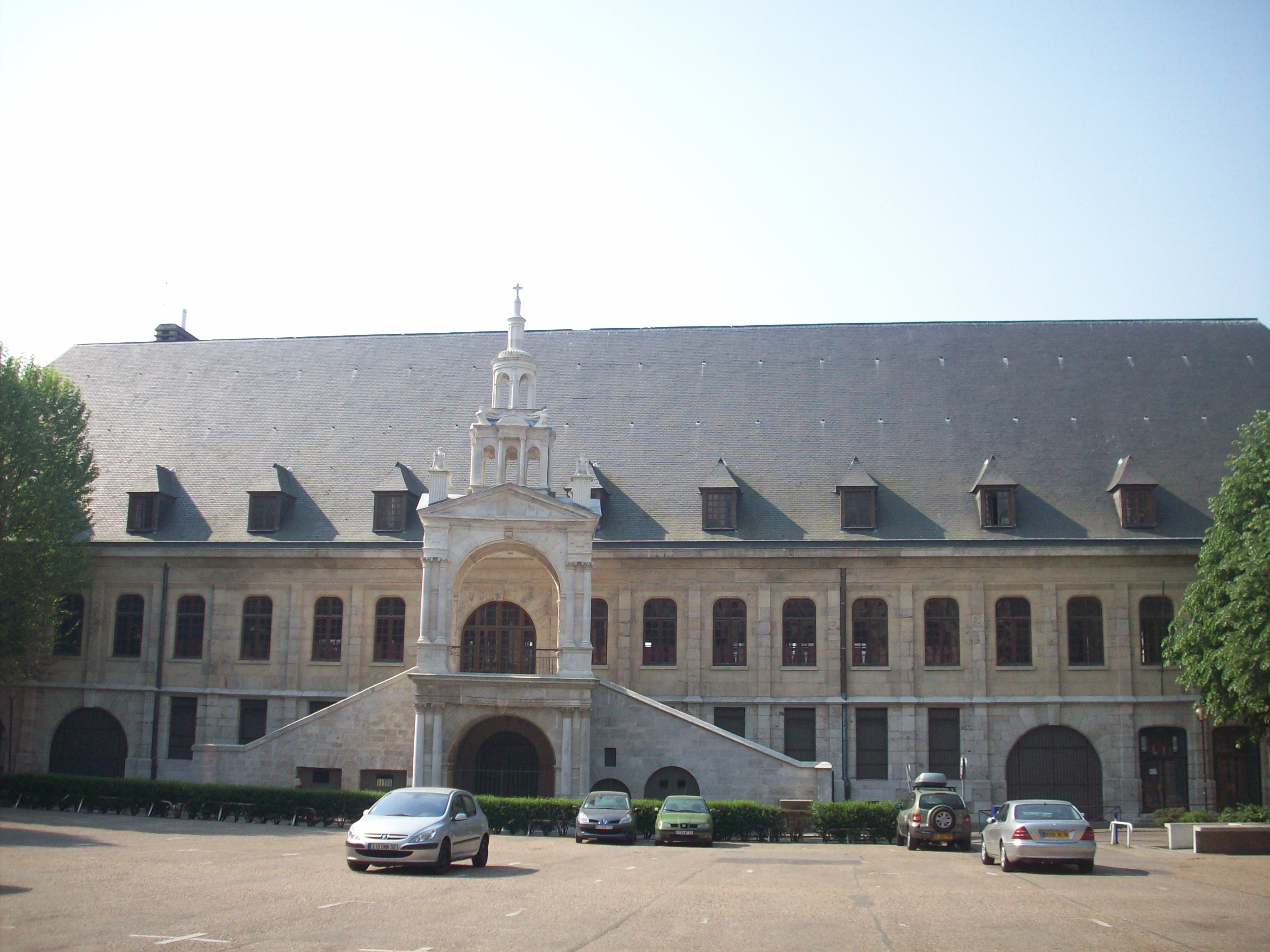
Rouen, la halle aux Toiles

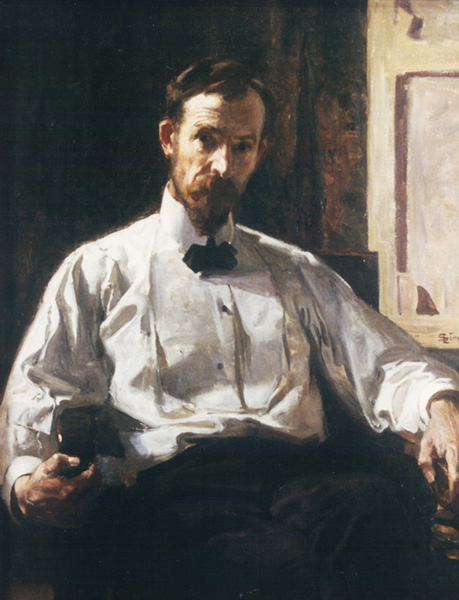
Lucien Simon, Autoportrait

Après le décès de Vazili - mobilisé dans une unité de fusiliers marins en août 1914, il disparaît en novembre 1914 dans les environs de Dixmude - Georges et sa mère sont logés dans un premier temps par Paul Loyer à la villa Mont Désir, située sur la route d'Eu à Neuville-lès-Dieppe, l'enfant entamant sa scolarité en octobre 1916 au collège Jehan-Ango de Dieppe. Leur installation dans un second temps à Rouen fait que Georges entre en classe de sixième au lycée Pierre-Corneille de Rouen. La prédilection de l'enfant pour le dessin, au détriment des autres matières fait que Suzanne le confie à un très jeune précepteur du nom de Joseph (il sera plus tard directeur des services financiers de la ville de Rouen) qu'elle épouse en 1923 pour un emménagement rue Henri-de-la-Pommeraye. Georges compense la froide mésentente avec ce beau-père par de nombreux séjours chez une tante de Londres. Affirmant en 1925 sa vocation d'artiste peintre ou sculpteur, un compromis familial le fait entrer en 1926 en tant que « grouillot » dans un cabinet d'architecte et fréquenter simultanément les cours du soir de l'École des beaux-arts de Rouen, alors située dans la halle aux Toiles, où il a notamment pour condisciple Roger Tolmer. Il est admis en 1928 à l'École d'architecture où il a pour maîtres Édouard Delabarre et Georges Feray, se consacrant cependant bien davantage à la peinture et au dessin qu'à ces études, s'initiant même à la sculpture dans l'atelier du Rouennais Duparc. Il est admis à l'École nationale supérieure des beaux-arts de Paris en 1935 et y est l'élève de Lucien Simon.
Sa première exposition, en compagnie du peintre Fernant Guéroult, se tient à la galerie Legrip, à Rouen, en mars 1937.

### La Seconde Guerre mondiale, l'Occupation

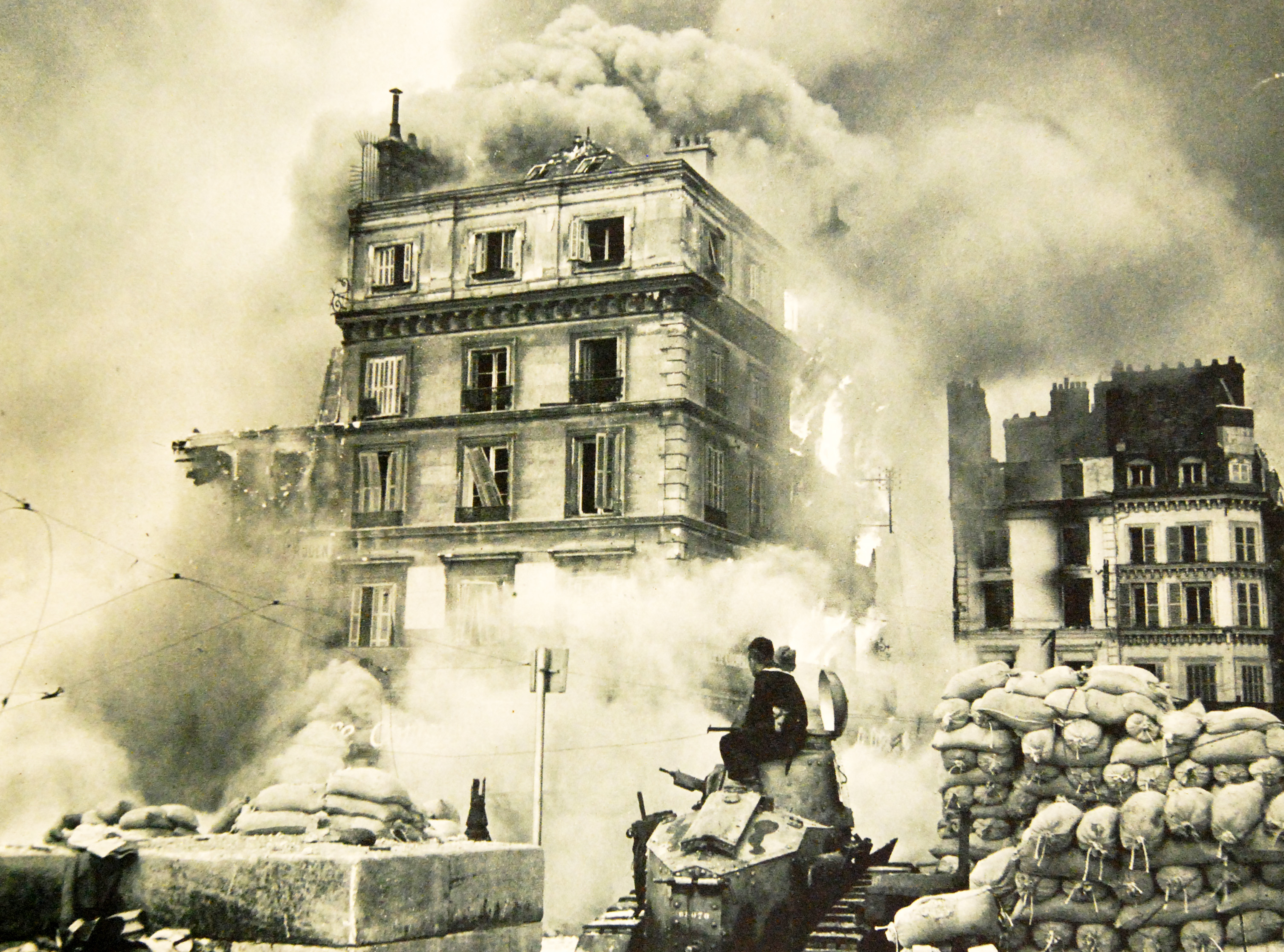
Rouen bombardée, juin 1940

Réformé, Georges Mirianon n'est donc pas mobilisé en septembre 1939. Le 9 juin 1940, il emmène sa famille à Vannes où sont repliés les services financiers d'une ville de Rouen investie par les blindés et où il est de retour le mois suivant pour en découvrir un centre désastreusement mutilé par les bombardements. À l'instar de Léonard Bordes par la peinture, il apporte son témoignage sur les tragiques démolitions par des aquarelles et des dessins qui lui valent de recevoir, des mains de son ancien maître Édouard Delabarre en décembre 1940, le prix Georges-Bouctot de l'Académie des sciences, belles-lettres et arts de Rouen et il est de la sorte remarqué par les architectes André Guerrier et André Robinne, futurs acteurs de la reconstruction de Rouen aux fins de laquelle, en même temps que son condisciple à l'École des beaux-arts de Rouen Roger Tolmer, il est sollicité en tant que dessinateur. En 1941, il est trésorier du Comité d'entraide aux artistes prisonniers et on le sait auteur d'affiches clandestines exaltant l'esprit de la Résistance, aujourd'hui malheureusement introuvables.
D'octobre 1943, avec le projet de l'église Saint-Benoît de Cléville (Seine-Maritime), datent les premiers cartons de vitraux de Georges Mirianon, lesquels, par « des simplifications ou des déformations géométriques », suggèrent l'influence de Jean Souverbie dont on sait qu'il prononce alors fréquemment et admirativement le nom. Il épouse France Lenormand, secrétaire d'André Guerrier, le 2 mai 1944 (deux enfants leur naîtront, Patrice en 1947 et Marie-Claude en 1950) et, dans la ville de Rouen qui connaîtra à nouveau les combats et les bombes jusqu'au 30 août suivant, le couple s'installe au 9, rue Abbé-Cochet.

### L'après-guerre
Dès l'immédiat après-guerre, l'artiste mène de pair les travaux de commandes - ils commencent en 1947 avec le remplacement des vitraux de l'église Saint-Martin de Barentin, brisés par l'explosion d'un V1, que suivront en 1951 les importantes céramiques pour le maître-autel de l'église Saint-Pierre de Bacqueville-en-Caux, de même gravement endommagée par une bombe, puis en 1956 le grand Christ sculpté pour le maître-autel de l'église Saint-Pierre d'Yvetot - et les expositions. Il devient artiste permanent de la galerie Menuisement, à Rouen, en 1946 et l'on relève au Salon des artistes rouennais et de Normandie de 1948 qu'il aborde également le travail de la médaille. Des villégiatures le conduisent en 1948 ou 1949 à Marseille et Nice (d'où il rapporte une suite d'aquarelles sur le thème du Carnaval), à Dublin où une exposition personnelle lui est consacrée en 1952, en Italie (Rome, Florence et Venise en 1956, en cure à La Bourboule de 1965 à 1970, en séjour à La Ciotat à partir de 1970, en Corse en 1973. C'est avec Léon Toublanc, Robert Savary et Roger Tolmer qu'il participe en 1961 à l'exécution des grandes fresques murales de la halle aux Toiles de Rouen. Il s'installe définitivement à la résidence des Maliers, rue Pasteur au Mesnil-Esnard, en 1972. 
Vaincu par une cruelle maladie, Georges Mirianon meurt le 7 juillet 1986 et ses cendres sont dispersées dans le jardin du Souvenir du cimetière monumental de Rouen. Roger Balavoine rappelle alors que « longtemps président du Salon de Rouen, discret et tranquille, il n'aura méprisé que l'indifférence, la force essentielle de sa vie fut l'amour… Il aimait agir pour le mieux des hommes et rendait la vie plus riche parce qu'il avait le regard profond et la simplicité des cœurs purs »,.

## Œuvre

### Œuvre graphique
L'estimation quantitative de l'œuvre graphique de Georges Mirianon monte à 300 peintures à l'huile, 250 gouaches majoritairement des années 1950 et 1960, 200 à 300 fusains, un nombre sensiblement équivalent de lavis et autant d'aquarelles, 600 à 700 pastels, pour la plupart réalisés à partir de 1965.

### Contributions bibliophiliques
- Fernand Guey (préf.), Rouen et l'exode, album, contributions de vingt artistes dont Georges Mirianon avec la gravure L'Atmosphère d'un centre d'accueil, Comité d'entraide aux artistes prisonniers, 1941[3].
- Hommage à Georges Ruel, dessins de Georges Mirianon, Comité d'entraide aux artistes prisonniers, 1943[3].

## Expositions

### Expositions personnelles
- Georges Mirianon - Œuvres sur papier et huiles, galerie Legrip, Rouen octobre 1942[9].
- Georges Mirianon - Trente-deux aquarelles et dessins, galerie Prigent, Rouen, février 1945[3].
- Georges Mirianon - Trente œuvres sur papier, galerie Poirier, Paris, février 1945[10].
- Librairie-galerie Menuisement, Rouen, mars 1946[11], avril 1947[12].
- Georges Mirianon - Huiles et œuvres sur papier, galerie Waddington, Dublin, janvier 1952[13],[14].
- Georges Mirianon - Fusains et pastels, galerie Menuisement, Rouen, avril 1960, novembre 1961[15], octobre 1968, mars 1971, mars 1973, décembre 1974[3], novembre 1975[16],[17], novembre 1977[18],[19].
- Galerie du Val-de-Seine, Caudebec-en-Caux, décembre 1966[20],[21].
- Georges Mirianon - Pastels et aquarelles : paysages d'Auvergne, de Normandie, de la Côte d'Azur, fleurs et natures mortes, galerie Hamon, Le Havre, mars 1970[3].
- Georges Mirianon - Souvenirs de voyages (Corse, Normandie, Auvergne, Provence), fleurs et natures mortes, galerie de l'Ailly, Sainte-Marguerite-sur-Mer, juin 1974[22].
- Lavis et dessins de Mirianon, galerie Anne Colin, Paris, mars 1978.
- Chambre française de commerce et d'industrie pour les provinces d'Anvers et du Limbourg, Anvers, septembre 1979[23].
- Georges Mirianon - La fête du pastel, galerie Alfa, Le Havre, mai 1983[24],[25].
- Galerie Rollin, Rouen, janvier 1984[26].
- Georges Mirianon - Rétrospective, Centre culturel du Mesnil-Esnard, septembre 1984[27].
- Hommage à Georges Mirianon, hôtel de ville de Sotteville-lès-Rouen.

### Expositions collectives

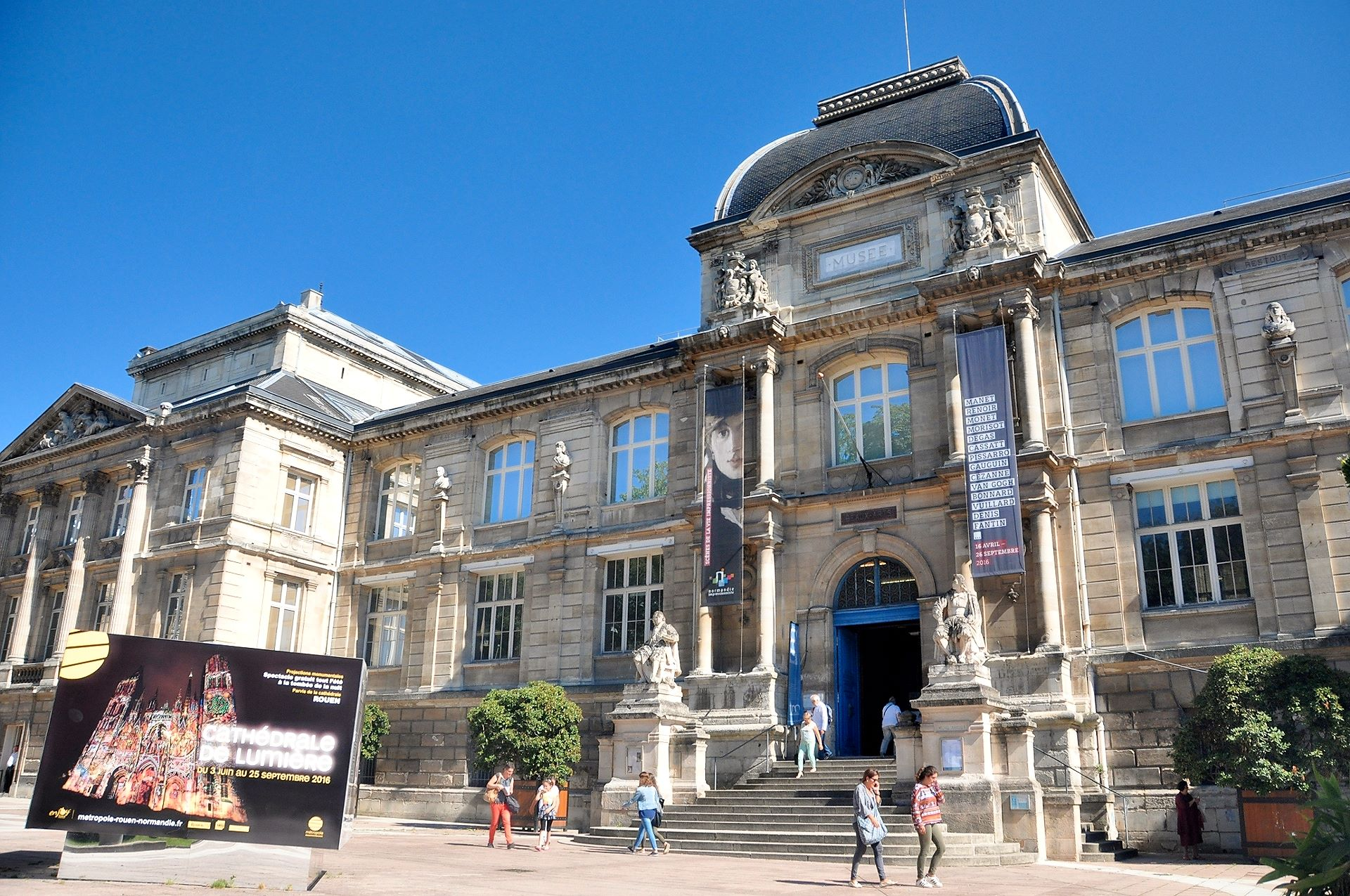
Musée des Beaux-Arts de Rouen, 1943

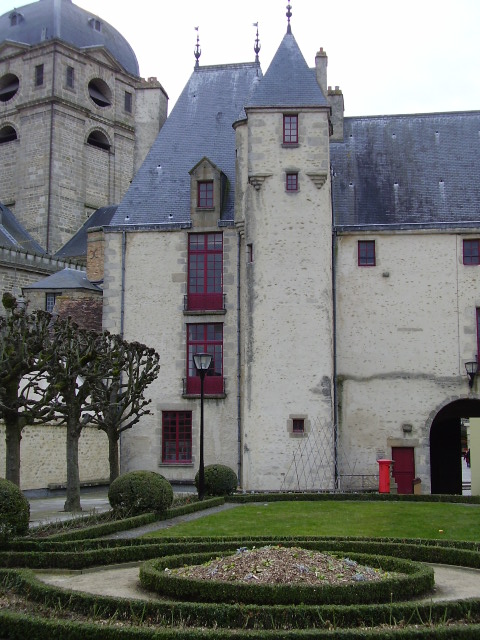
Musée de la maison d'Ozé, Alençon, 1947

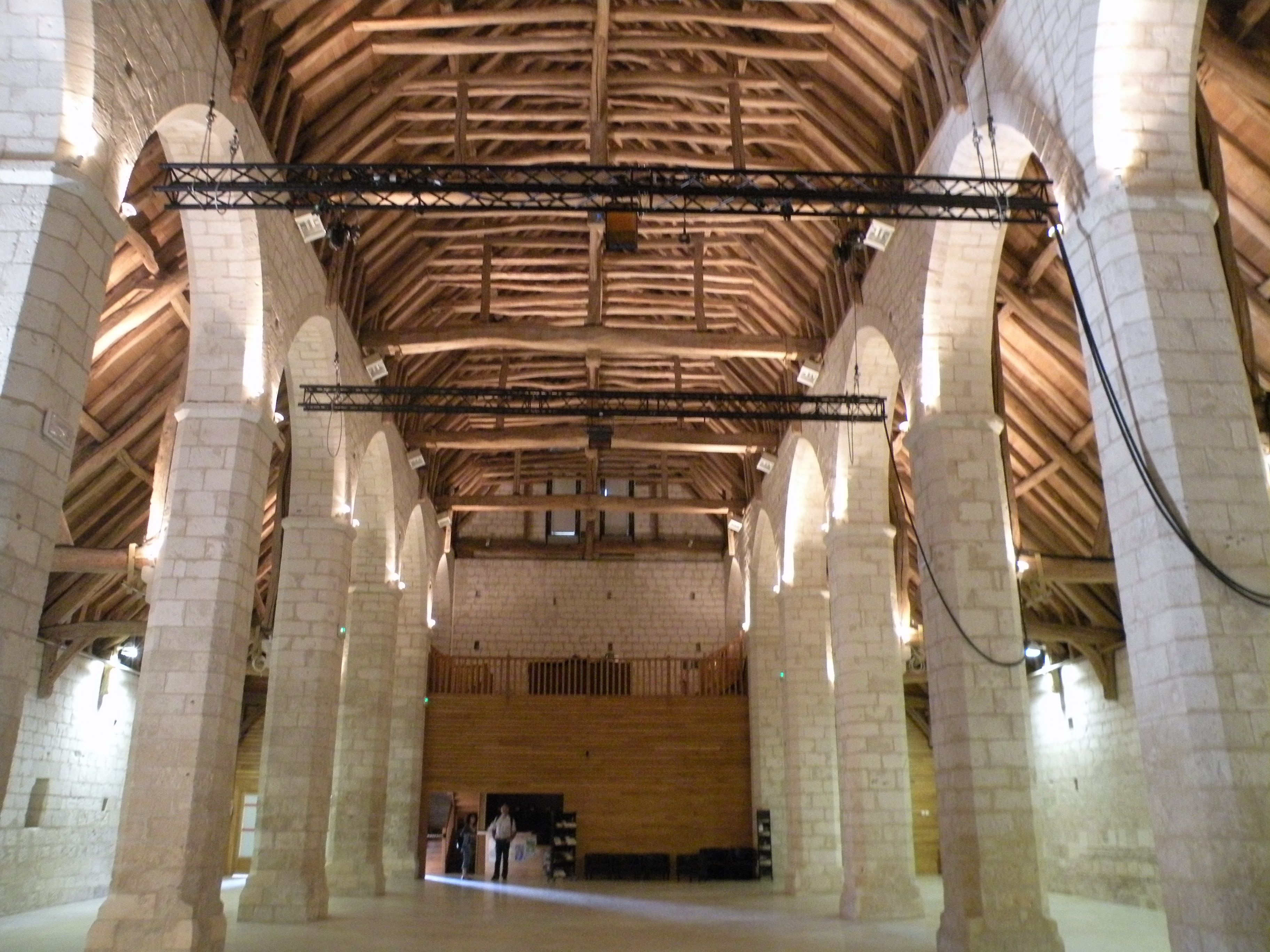
Maladrerie Saint-Lazare de Beauvais, 1974

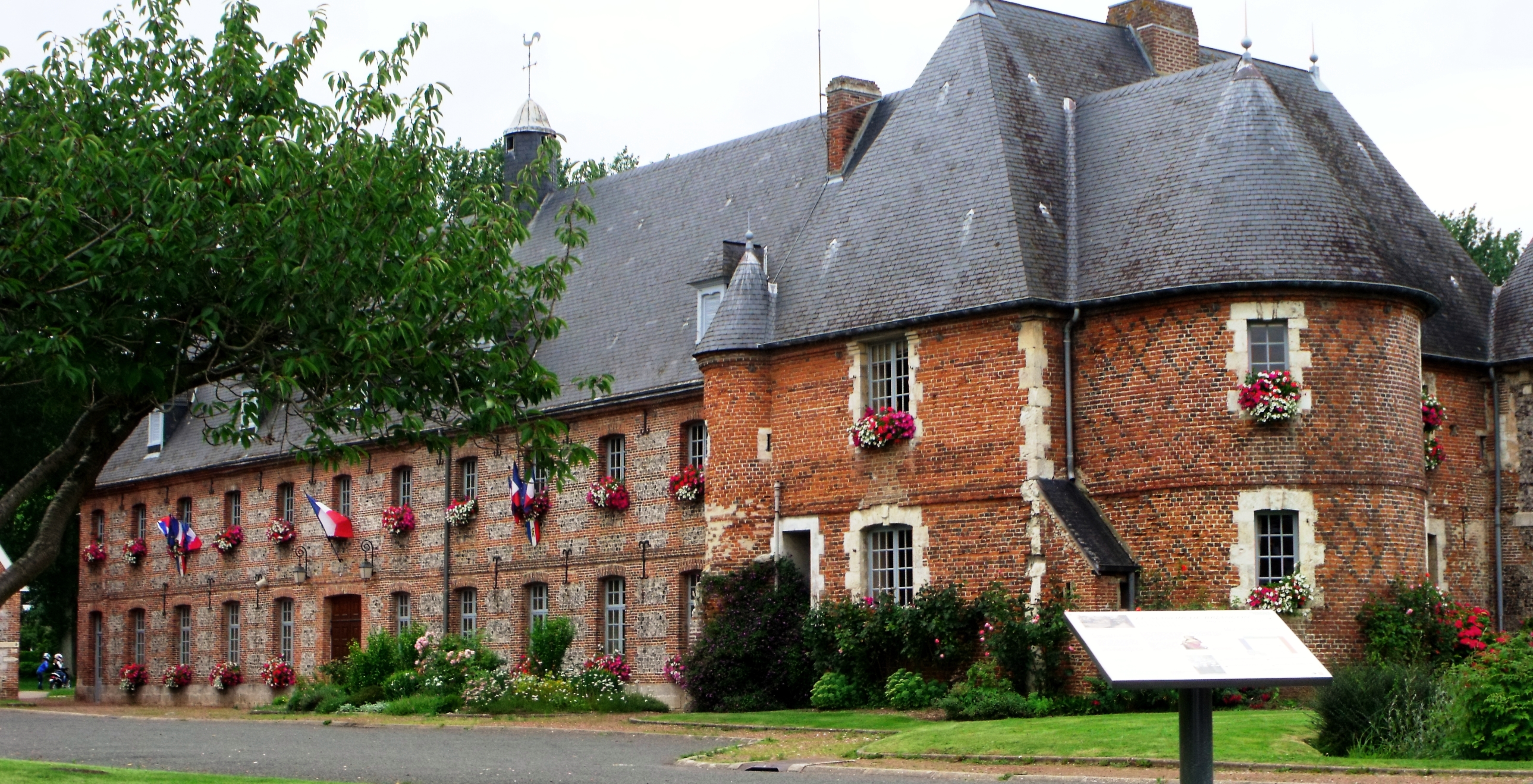
Manoir de Briançon, Criel-sur-Mer, 1974, 2006

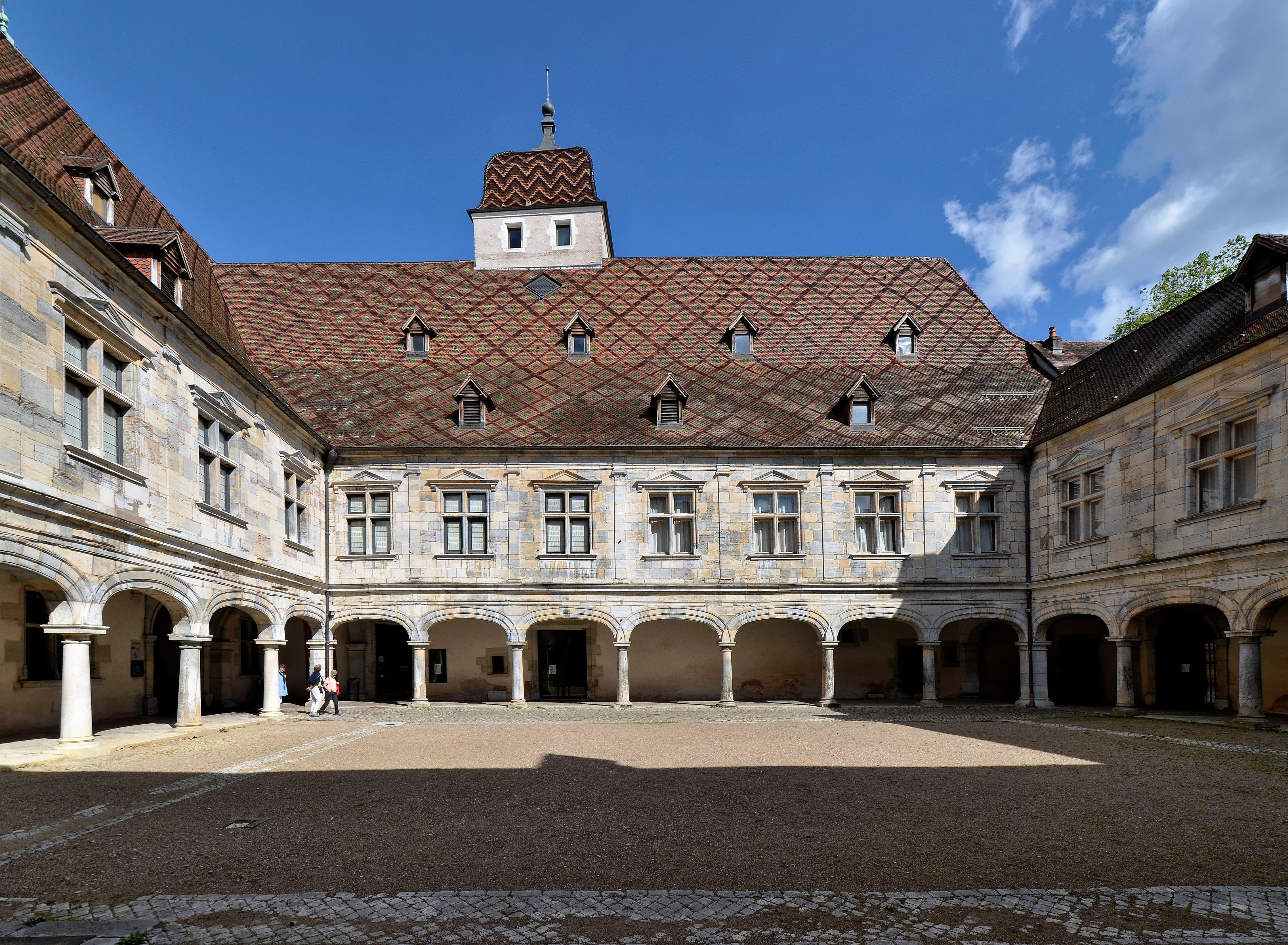
Palais Granvelle, Besançon, 1974

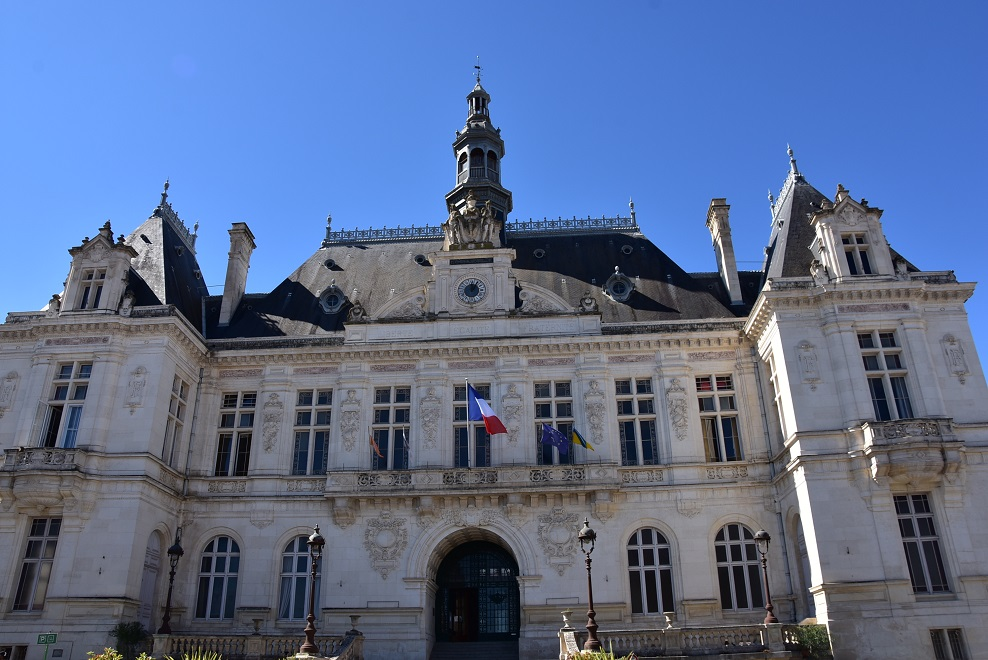
Hôtel de ville de Niort, 1975

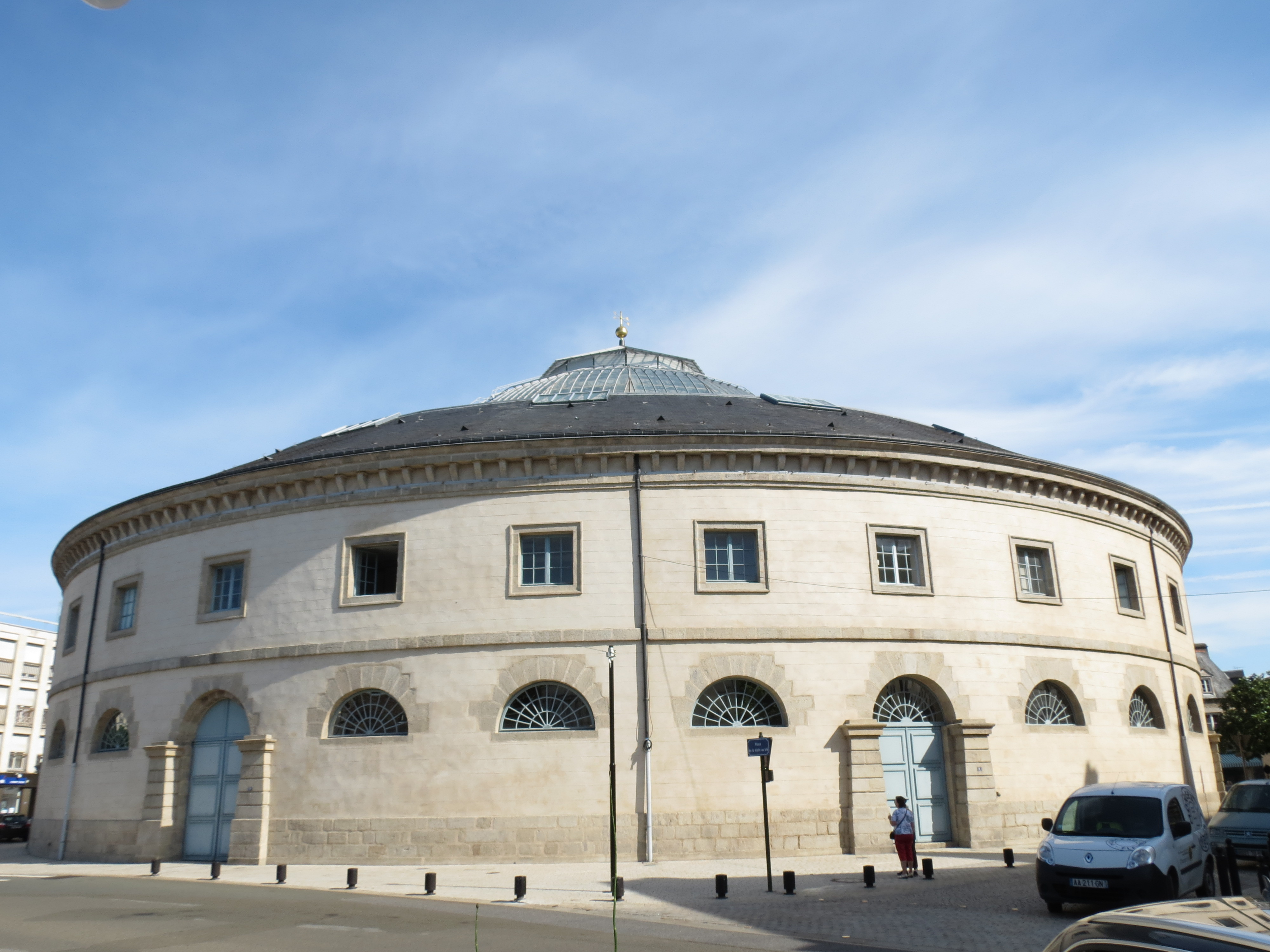
Halle au blé d'Alençon, 1977

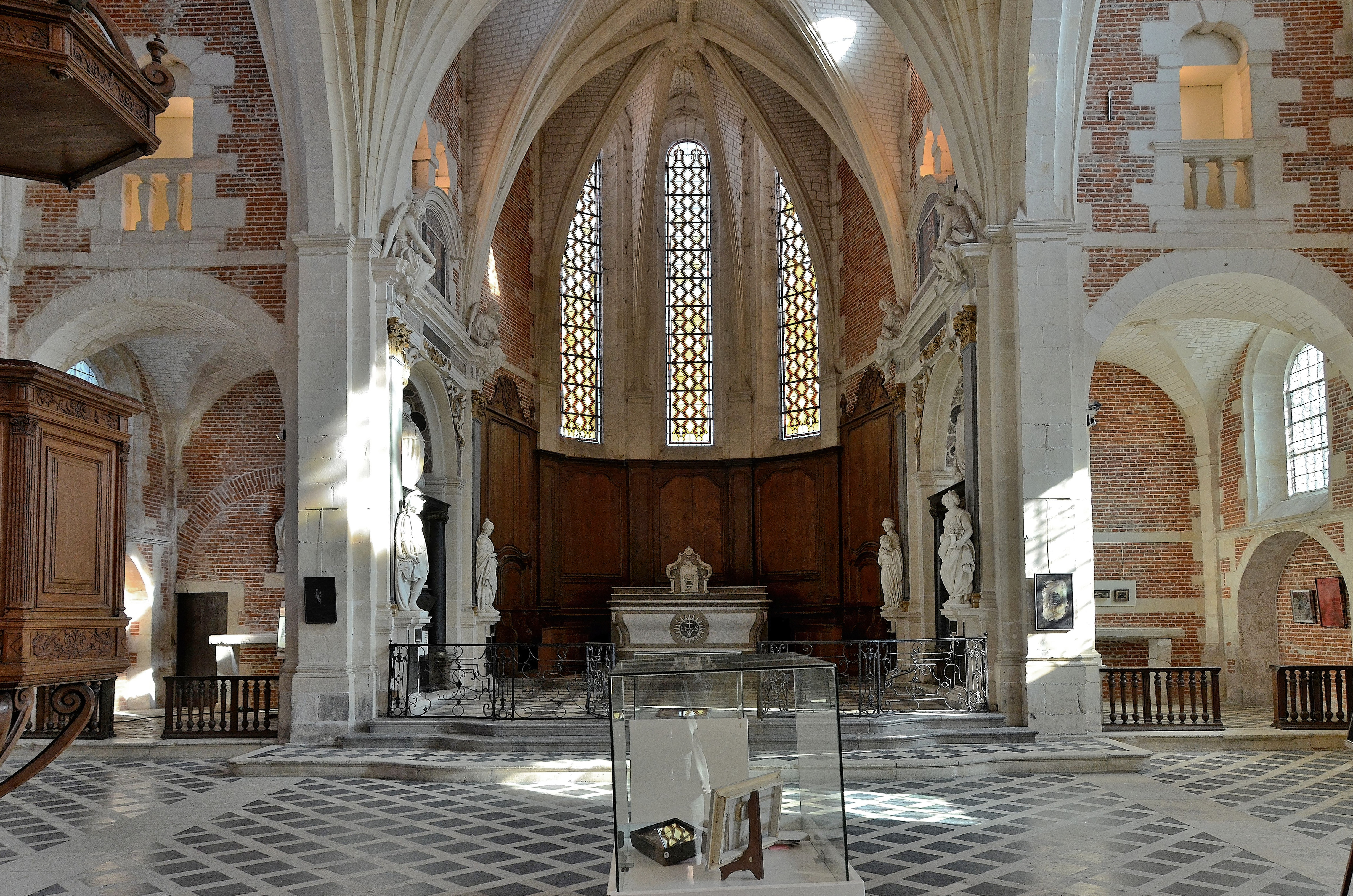
Chapelle du collège des Jésuites d'Eu, 1979

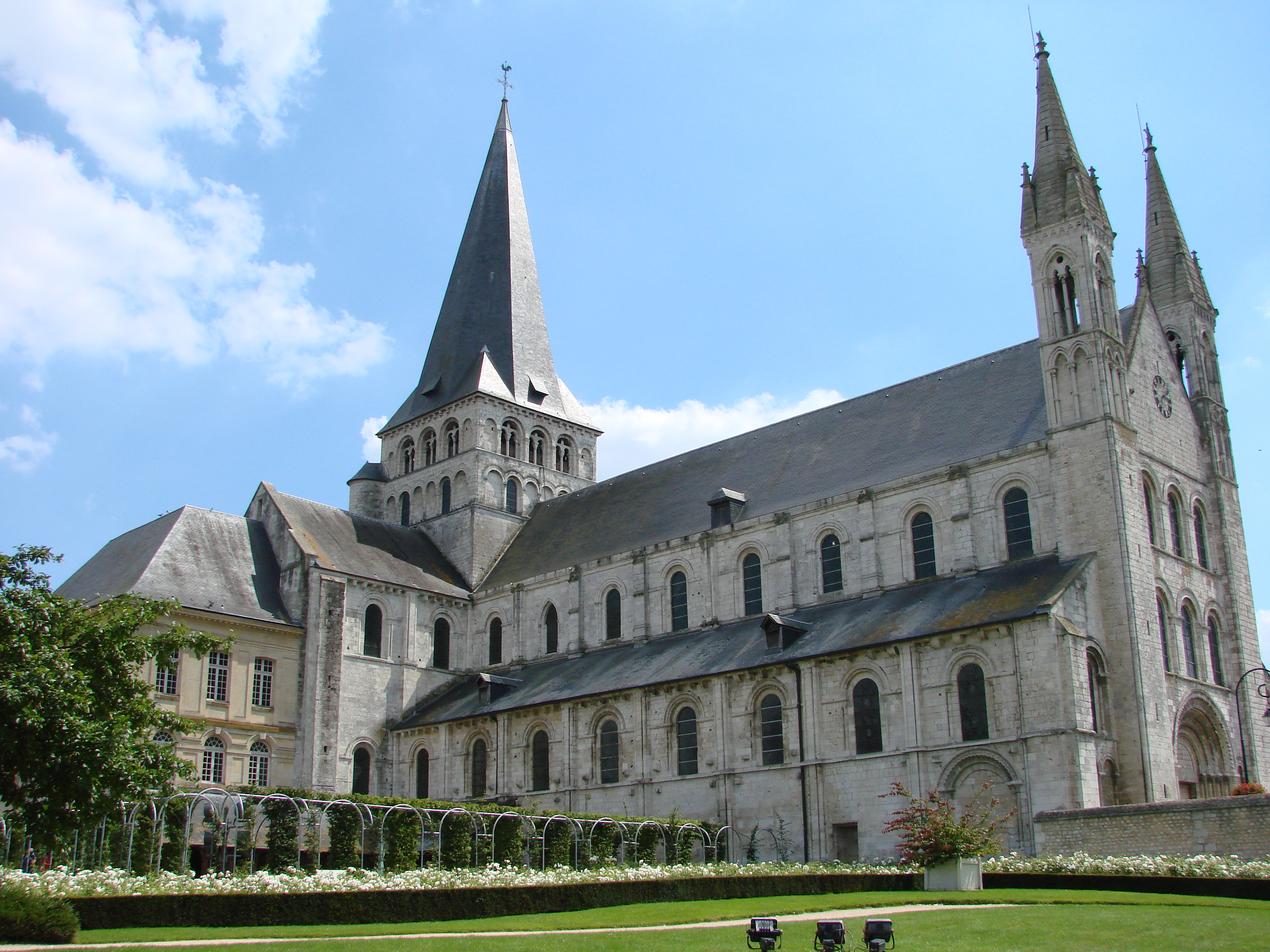
Abbaye Saint-Georges de Boscherville, 2013

- Fernand Guéroult, - Georges Mirianon, galerie Legrip, Rouen, mars 1937[6].
- Salon des provinces françaises, musée des Beaux-Arts de Rouen, mai 1943[28].
- La Jeune Peinture rouennaise, galerie Legrip, Rouen, été 1943[29].
- Les Contemporains parisiens (Jean Aujame, Raoul Dufy, Othon Friesz, Roger Chapelain-Midy…) et rouennais (Léonard Bordes, Maurice Louvrier, Robert Antoine Pinchon, Roger Tolmer, Maurice Vaumousse…), galerie Prigent, Rouen, novembre 1943[30],[31].
- Le nu - dix-sept peintres parisiens et normands : Jean Aujame, Léonard Bordes, Marcel Cosson, Georges Cyr, Marcel Cramoysan, Franck Innocent, Charles Kvapil, Pierre Le Trividic, Georges Mirianon, Gaston Sébire, Roger Tolmer…, galerie Prigent, Rouen, mars 1945[32].
- Léonard Bordes, Marcel Cramoysan, Maurice Louvrier, Georges Mirianon, Gaston Sébire, Roger Tolmer, Louis-Jean Vigon…, galerie Prigent, Rouen, 1er trimestre 1946[3].
- Peintres de l'École de Paris et artistes rouennais, galerie Legrip, Rouen, mai 1946[33].
- Salon des indépendants, Paris, 1947, 1949.
- Roger Bésus, Léonard Bordes, Marcel Cramoysan, Pierre Duteurtre, Georges Mirianon, Gaston Sébire, Roger Tolmer…, musée de la Maison d'Ozé, Alençon, mai 1947[3].
- La Jeune Peinture rouennaise, Neufchâtel-en-Bray, mai 1947[3].
- Exposition en musique : peintres parisiens (André Lhote, Bernard Lorjou, Édouard Pignon, Jean Souverbie) et rouennais (Léonard Bordes, Marcel Cramoysan, Pierre Duteurtre, Georges Mirianon, Gaston Sébire, Roger Tolmer), galerie Legrip, Rouen, octobre 1947[34].
- Les Peintres de la Galerie Menuisement : Léonard Bordes, Marcel Cramoysan, Pierre Duteurtre, Franck Innocent, Maurice Louvrier, Georges Mirianon, Gaston Sébire, Roger Tolmer, galerie Menuisement, Rouen, 1947.
- L'Intimité - Léonard Bordes, Marcel Cramoysan, Pierre Duteurtre, Georges Mirianon, Gaston Sébire, Roger Tolmer…, galerie Menuisement, Rouen, janvier 1948[35].
- Le Cirque - Marcel Cosson, Marcel Cramoysan, Celso Lagar, Georges Mirianon, Gabriel Zendel…, galerie Menuisement, Rouen, mars 1948[36].
- Exposition en musique - Léonard Bordes, Marcel Cramoysan, Franck Innocent, Georges Mirianon, Gaston Sébire, Émile-Henry Tilmans, Roger Tolmer…, galerie Jean-Jacques-Rousseau, Le Havre, avril 1948[37].
- Salon des artistes rouennais et de Normandie, Rouen, avril 1948[38], juin 1961 (Georges Mirianon invité d'honneur), avril 1965, printemps 1967[3].
- Georges Mirianon, Georges Cyr (peintures), Roger Blondel (sculptures), galerie Gaudray, Dieppe, octobre 1960[39].
- Les fleurs dans l'art - Roger Chapelain-Midy, Marie Laurencin, Bernard Lorjou, Jacques Truphémus, Louis Valtat, Jacques Yankel, Jef Friboulet, Pierre Gautiez, Pierre Letellier, Maurice Louvrier, Georges Mirianon, Roger Tolmer, Maurice Vaumousse…, galerie Menuisement, Rouen, octobre 1960[3].
- Jacques Yankel, Georges Mirianon, galerie Menuisement, Rouen, décembre 1960[40].
- Trente artistes - Jean Aujame, Jules Ausset, Georges Braque, Suzanne Duchamp, Raoul Dufy, Othon Friesz, Paul-Élie Gernez, Fernand Guéroult, Fernand Léger, Pierre Letellier, Georges Mirianon, Marcel Parturier, François Quelvée, Roger Tolmer, Jacques Villon…, galerie Poirier, Paris, février 1961[3].
- XVIIIe Salon d'Épinal, juin 1966[41].
- Salon de Rouen, chaque année au musée des Beaux-Arts de Rouen (sauf délocalisation à Barentin en 1973), mai 1968 (premier salon du nom interrompu par les événements de mai 1968), octobre 1969[42], décembre 1973, décembre 1976, mars 1980, avril 1984, avril 1985, 1987 (hommage posthume)[3].
- La Seine vue par vingt peintres : Jean Bréant, Marcel Cramoysan, Pierre Gautiez, François Herr, Jean Marc, Georges Mirianon, Marcel Peltier, Michel Pinier…, galerie Menuisement, Rouen, octobre 1972[3].
- Œuvres peintes ou dessinées par Maurice Louvrier, Georges Mirianon, Marcel Peltier, Michel Pinier, Maurice Vaumousse…, galerie Menuisement, Rouen, été 1973[43].
- 3e Salon de la peinture à l'eau et du dessin, Georges Mirianon invité d'honneur, Bacqueville-en-Caux, août 1973[44].
- Salon de l'usine Sagem, Georges Mirianon invité d'honneur, Saint-Étienne-du-Rouvray, mars 1974[45].
- Sept Artistes, Maladrerie Saint-Lazare de Beauvais, mai 1974[3].
- L'École de Rouen actuelle : Marcel Cramoysan, François Herr, Franck Innocent, Georges Mirianon, Marcel Peltier, Michel Pinier…, casino de Dieppe, juillet 1974.
- Salon des amis des arts et du manoir de Briançon, Georges Mirianon invité d'honneur, manoir de Briançon, Criel-sur-Mer, août 1974[3],
- L'École de Rouen actuelle : Jean Bréant, Marcel Cramoysan, Pierre Duteurtre, Pierre Gautiez, François Herr, Franck Innocent, Jean Marc, Georges Mirianon, Marcel Peltier, Michel Pinier, Robert Savary, Gaston Sébire, Louis-Jean Vigon…, palais Granvelle, Besançon, septembre 1974[3].
- Huit peintres - Georges Breuil, Georges Mirianon, Louis-Jean Vigon…, hôtel de ville de Sotteville-lès-Rouen, janvier 1975[46].
- Georges Mirianon, Daniel Revillod, salle de la Société industrielle, Saint-Quentin, mai-juin 1975[47],[48],[49],[50],[51],[52],[53].
- Prestige de l'École de Rouen - Jean Bréant, Pierre Gautiez, François Herr, Franck Innocent, Jean Marc, Georges Mirianon, Marcel Peltier, Michel Pinier, Robert Savary, Gaston Sébire, Louis-Jean Vigon…, hôtel de ville de Niort, octobre 1975[54].
- Les Journées artistiques du Pays de Caux, Autretot, juillet 1976[3].
- L'École de Rouen actuelle, Maison de la Francité, Bruxelles, septembre 1976, exposition ensuite présentée en itinérance à Nivelles, Verviers, Liège, Houyet et Namur[3].
- L'École de Rouen actuelle : Jean Bréant, Marcel Cramoysan, Pierre Duteurtre, Pierre Gautiez, François Herr, Franck Innocent, Jean Marc, Georges Mirianon, Marcel Peltier, Michel Pinier, Robert Savary, Gaston Sébire, Jean-Paul Tourbatez, Louis-Jean Vigon, Palais des congrès, Rouen et Halle au blé d'Alençon, avril-juillet 1977[3].
- Salon des Andelys, musée Nicolas-Poussin, Les Andelys, été 1977[3].
- La Rue, salle Siegfried, Barentin, février 1978[3].
- Salon du Grand-Quevilly, Georges Mirianon invité d'honneur, avril 1978[3].
- Six peintres autour de Georges Mirianon, Select Gallery, Le Havre, décembre 1978[55],[56].
- Georges Breuil, Georges Mirianon, Jef Friboulet, galerie des arts de l'Enclos, Honfleur, juin 1979.
- Georges Mirianon et Daniel Revillod - Gouaches et pastels, Chapelle du collège des Jésuites d'Eu, août 1979[57].
- Panorama de la peinture contemporaine - Paul Aïzpiri, Jean-Pierre Alaux, Yves Brayer, Jean Bréant, Bernard Buffet, Rodolphe Caillaux, Jean Carzou, Michel Ciry, Jef Friboulet, Pierre Gautiez, Michel-Henry, Camille Hilaire, Franck Innocent, Monique Journod, Michel King, Roland Lefranc, Édouard Georges Mac-Avoy, Georges Mirianon, Jean Navarre, Marcel Peltier, Christian Sauvé, Robert Savary, Gaston Sébire, Arthur Van Hecke…, hôtel de ville de Sotteville-lès-Rouen, mars 1980[58].
- Galerie Tuffier, Les Andelys, 1982.
- L'École de Rouen actuelle, Strasbourg, juillet 1983.
- Exposition du Centre de rééducation professionnelle, Georges Mirianon invité d'honneur, Bois-Guillaume, mai 1984[3].
- Salon de la Marine, Paris, 1985[3].
- Premier Salon de Vernon, mai 1985[3].
- Grand Prix du Salon des arts plastiques, Georges Mirianon invité d'honneur, Les Andelys, mai 1985.
- 2e exposition Prestige de l'aquarelle et du dessin, Wimereux, août 1985[3].
- XIIe Salon d'automne, Musée Nicolas-Poussin, Les Andelys, octobre 1985.
- Salon de peinture et de sculpture de Boulogne-sur-Mer, 1986[3].
- Hommage à quatre grands peintres récemment disparus : Franck Innocent (1912-1983), Jean Bréant (1922-1984), Louis-Jacques Vigon (1897-1985), Georges Mirianon (1910-1986), ce dernier avec quatorze huiles, aquarelles, lavis et fusain, hôtel de ville des Sotteville-les-Rouen, décembre 1986[3].
- La Palette cantilienne - Trentième anniversaire, Canteleu 1987[3].
- Salon des Mutuelles unies, Belbeuf, 1987[3].
- Salon de Beaumont-le-Roger, 1987[3].
- 150e anniversaire de la naissance de José-Maria de Heredia, casino de Bonsecours (Seine-Maritime), 1987[3].
- Quarantième Salon des amis des arts et du manoir de Briançon - Rétrospective des invités d'honneur : Michel Ciry, Jef Friboulet, Pierre Gautiez, Franck Innocent, Monique Journod, Michel King, Pierre Laffillé, Roland Lefranc, Albert Malet, Georges Mirianon, Marcel Peltier, Gaston Sebire…, manoir de Briançon, Criel-sur-Mer, juillet-août 2008.
- Exposition d'hiver - Collection d'un amateur collectionneur et mécène des années 1940 à nos jours : Roger Tolmer, Marcel Cramoysan, Georges Mirianon, Franck Innocent, Gaston Sébire, Jean Dannet, Jean Bréant, Denis Godefroy, Tony Fritz-Vilars, galerie Bertran, Rouen, janvier-mars 2012.
- Au fil de l'eau, abbaye Saint-Georges de Boscherville, 2013.

## Réception critique
- « La facture personnelle de Georges Mirianon, qui traduit en quelques traits simples, expressifs, puissants, tout ce que sa sensibilité aiguë ressent de la misère des ruines, de l'exode ; le parti qu'il tire du blanc et du noir dans ses merveilleux dessins à l'encre de Chine ; la justesse de toutes ses valeurs dans toutes ses peintures solides, dans tous les tons qui sen tiennent ;  la chaleur de ses coloris dans ses gouaches ; la simplification synthétique retrouvée partout, qui est la marque même de son talent déjà très sûr… » - René Rouault de La Vigne[9]
- « Les gouaches de Mirianon - quelques fruits, des draperies - ont une vie secrète profonde qui s'exprime par une lumière semblant provenir des objets eux-mêmes. Chacune de ces gouaches où se croisent pourtant mille couleurs garde une coloration générale qui e assure l'unité. Traitées souvent en hachures, elles ont des allures de pastels sans cet amortissement de tons que donnent souvent les craies. » - Marius David[39]
- « Mirianon a mis l'accent sur le caractère principal de ses recherches actuelles : la poésie, la musique, la magie des lignes et des couleurs, dans une figuration proche de l'abstrait, laquelle ne reste qu'un prétexte pour nous fixer sur l'apparence de la réalité afin de nous permettre d'en atteindre l'esprit à travers leur harmonie et leur rythme, leurs rapports de couleurs et leurs formes. » - Bernard Nebout[40]
- « Mirianon est une valeur sûre de la peinture normande. De ses œuvres, il se dégage une remarquable impression de spontanéité, de légèreté, d'élégance, nous pourrions dire de suprême distinction, tant la composition est parfaitement équilibrée. La technique est parfaitement au point, l'artiste travaillant par superposition, ce qui lui permet de parvenir à de belles et quasi-irréelles transparences qu'il traduit par des effets de lumière sur des verres et des carafes, des bouquets de fleurs, mais aussi dans des paysages et même des natures mortes. Il faut dire que sa palette est large et riche de mauves, de bleus et de roses, mais aussi de verts et de rouges qu'il maîtrise avec une infinie facilité qui n'est point qu'apparence… Georges Mirianon - pastelliste du XXe siècle comme l'avait pu écrire René Vauclin - est véritablement un grand artiste mais aussi un poète, celui de l'harmonie des couleurs, des formes et des rythmes. » - Pierre Lion[25]
- « Georges Mirianon faisait sans conteste partie de ces "êtres prédisposés au rêve" qu'évoque le grand poète danois Jens Peter Jacobsen, tant était grand son pouvoir inné d'en restituer l'essence dans ses dessins, ses encres, ses pastels et ses huiles. Nous aimons à nous attarder devant une œuvre de Mirianon comme nous aimons goûter les mots d'un poème, les sons d'une musique. Et si nous ne devons utiliser qu'un mot pour définir sa facture unique, il nous semble que c'est évanescence qui conviendrait le mieux. En effet, si une œuvre de Mirianon atteint bien notre cœur en premier, son pouvoir d'exprimer s pare d'un style identifiable entre tous : un dessin naturel au départ, un trait qui ne s'arrête sur rien, des hachures inspirées qui, au-delà du sujet, suggèrent le non-dit, l'impalpable, la poésie des êtres et des choses, l'atmosphère subtile des paysages. Ce don privilégié, ce pouvoir de nous toucher profondément, inoubliablement, nous fait aimer l'œuvre non seulement avec la tendresse qu'on voue à un ami, mais aussi avec l'admiration qu'on porte au talent d'un artiste qui élève la création au niveau de l'intention. Ce qui est rare… » - Jean Marc[3]
- « Georges Mirianon était très éclectique. Il disait apprécier la diversité et prit plaisir à réaliser des travaux de commande dont on le chargea pendant plus d'un quart de siècle. Vitrail, modelage, sculpture, décoration, architecture d'intérieur et fresque n'avaient guère de secrets pour lui. Ces travaux lui permirent d'user de toutes les facettes de son art. Ils eurent pour effet de limiter sa production graphique mais en l'aidant à l'assurer… Les influences intervenant dans les débuts de la carrière (Lucien Simon, Jean Souverbie…) s'effacent peu à peu pour laisser la place à un style très personnel quand vient l'époque des pastels. Les critiques en ont décrit les principaux ingrédients : la sûreté du dessin, la tendance à simplifier les formes qui fait parler bien à tort d'abstraction, la luminosité particulière paraissant naître de l'objet représenté lui-même, l'heureuse alchimie des couleurs. Aux teintes vives et contrastées succéderont des amalgames de tons harmonieux, nuancés, comme tissés, d'une grande délicatesse. » - Robert Évreux[3]

## Conservation

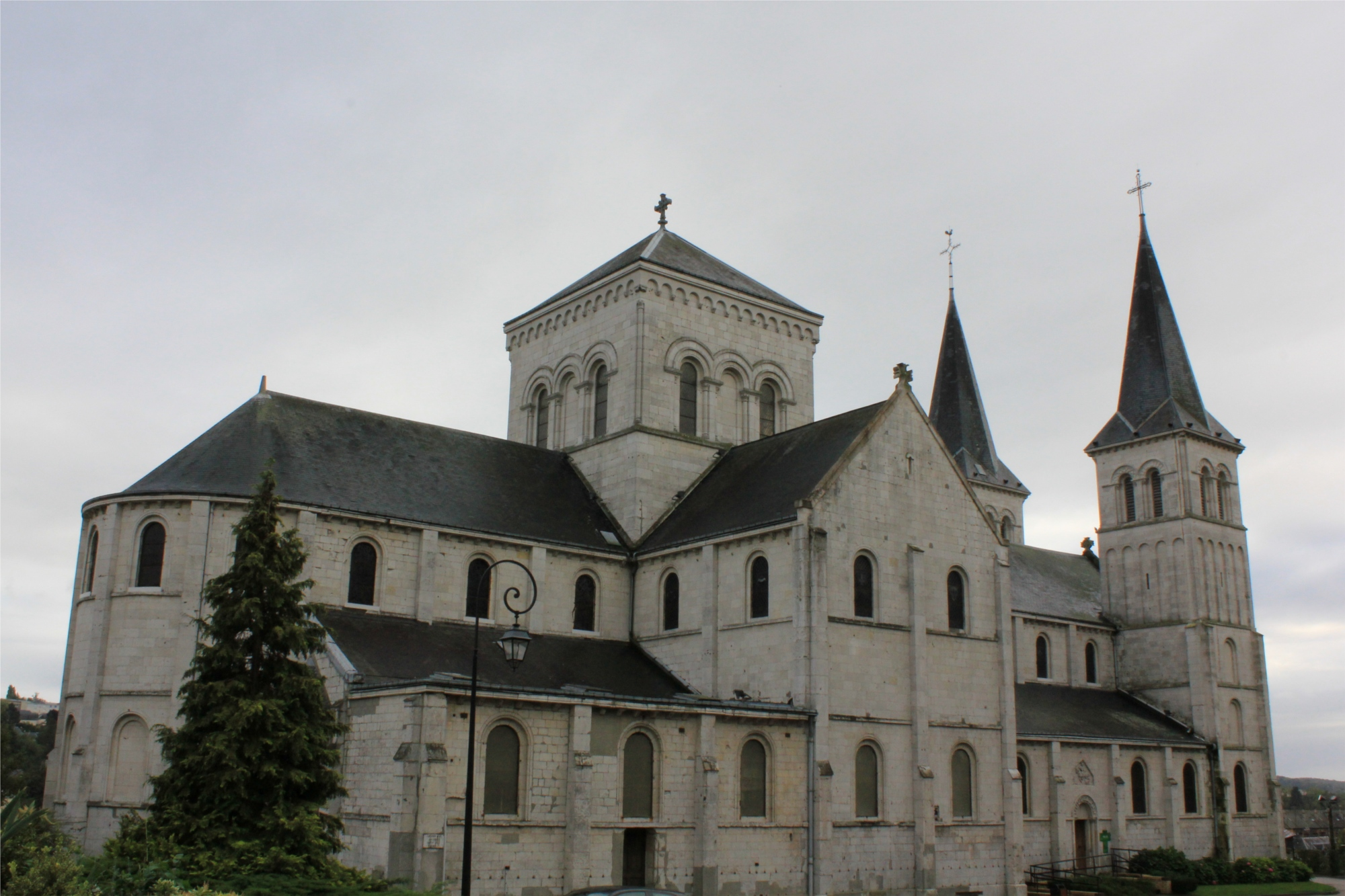
Église Saint-Martin de Barentin

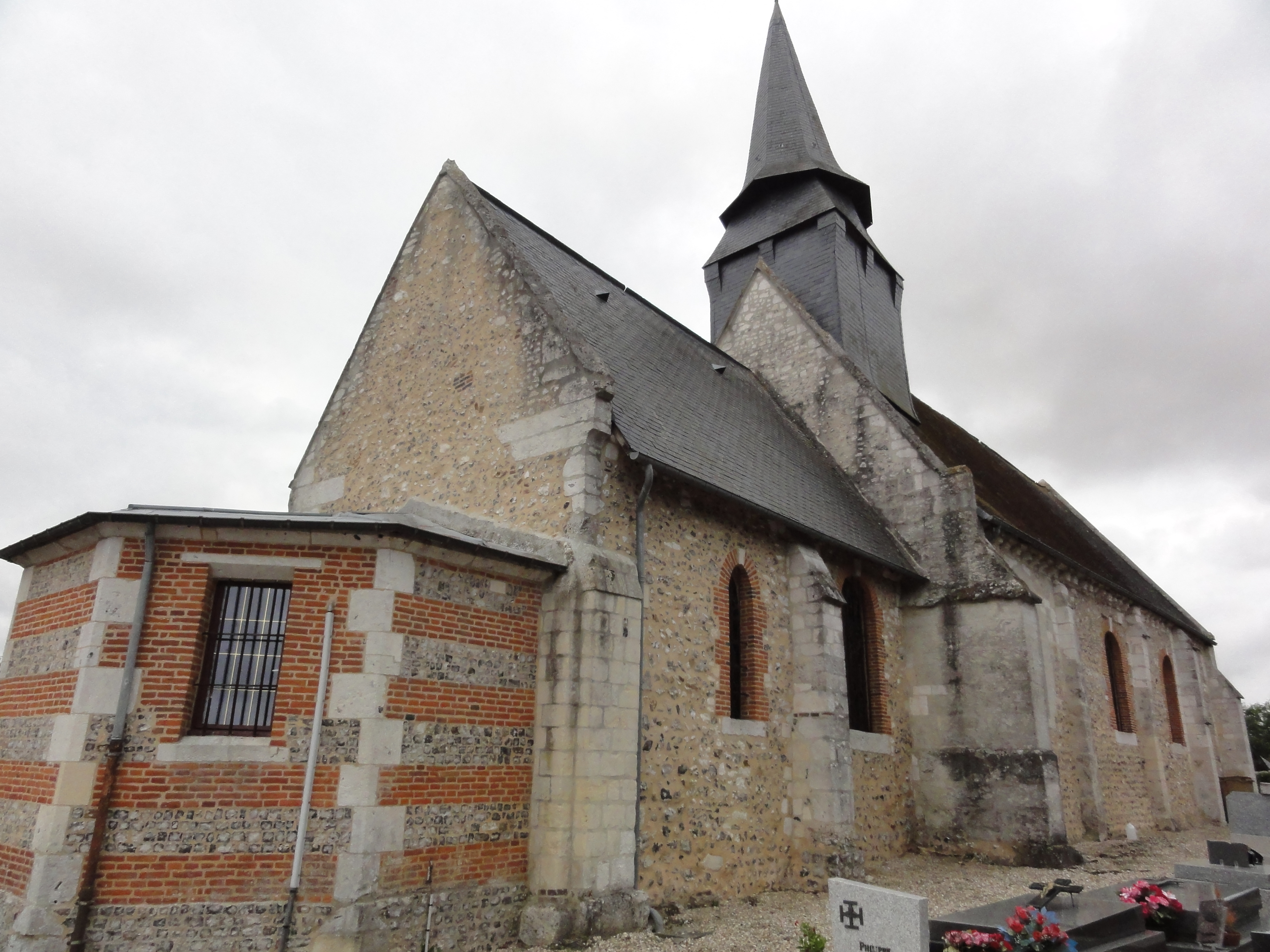
Église Saint-Benoît de Cléville (Seine-Maritime)

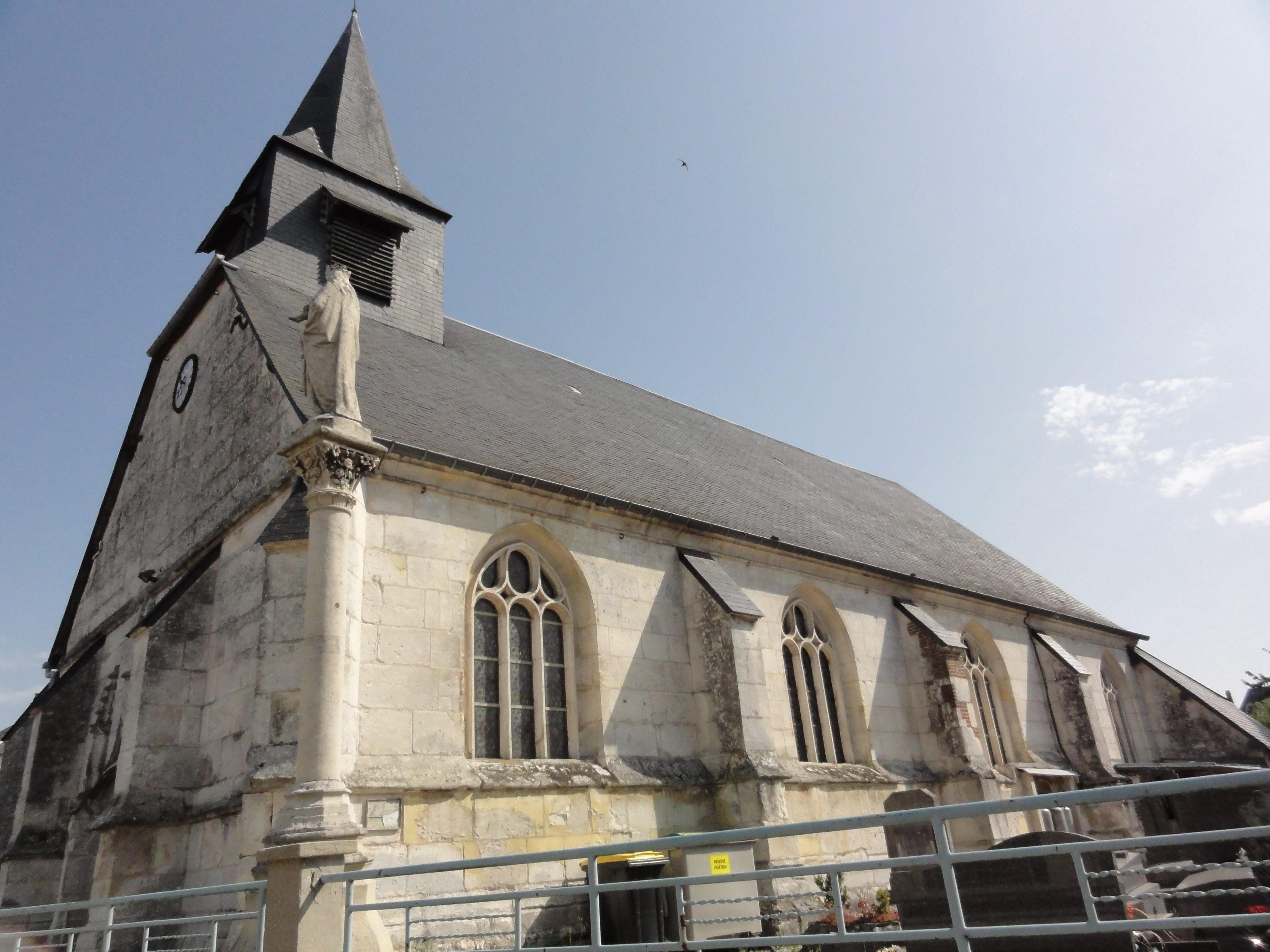
Église Saint-Jacques-le-Majeur de La Frénaye

- Église Saint-Pierre de Bacqueville-en-Caux, bas-relief en dix-huit panneaux carrés et grand Christ, céramiques du maître-autel, 1951[59].
- Église Saint-Martin de Barentin, trente-cinq vitraux des ateliers de François Lorin, Chartres, d'après les cartons de Georges Mirianon (1947), trois thèmes[60] :
  - La vie de Sainte Austreberthe, dont Elle naît en 630 à Thérouanne, Le miracle de la marche sur les flots et Le loup de Jumièges.
  - La vie de saint Hélier, dont Le Miracle de la source empoisonnée et Le Miracle du soldat à l'œil.
  - La Vie de saint Martin, dont Le Partage du manteau à Amiens et Saint Martin fondant le monastère de Marmoutier.
- Église Saint-Benoît de Cléville[61]:
  - Six vitraux des ateliers de François Lorin, Chartres, d'après les cartons de Georges Mirianon, représentations en pied de Saint-Benoît, Sainte Scholastique, Saint Wandrille, Sainte Austreberthe, 1943[3].
  - L'Ascension, fresque murale.
- École maternelle Marcel-Pagnol, Darnétal, L'Envol, fresque (plafond du hall d'entrée), 1976[62].
- École Suzanne-Savale, Darnétal, vitrail en dalle de verre[3].
- Église Saint-Pierre de Carville, Darnétal, sept vitraux évoquant la vie de Jésus (Adoration des mages, La Sainte Famille, Jésus et les docteurs, La Pêche miraculeuse, Le Coup de lance du centurion, Transfiguration, Béatitudes[3].
- Église Saint-Ouen de Longpaon, Darnétal, cinq vitraux : Crucifixion (maître-autel), La Vierge accompagnée des anges musiciens, (autel de la vierge), Saint Ouen et Le Baptême (bas-côté nord), Le concile Vatican II (bas-côté sud)[3].
- Église Saint-Jacques-le-Majeur de La Frénaye, trois vitraux évoquant la vie de Jeanne d'Arc[3] :
  - de haut en bas : Jeanne enfant filant la laine ; Jeanne écoutant les voix ; Jeanne à Chinon ; Jeanne entrant dans Orléans.
  - de haut en bas : Jeanne blessée d'une flèche devant Orléans ; Jeanne au sacre du roi à Reims ; Jeanne en prison ; la dernière communion de Jeanne dans la Tour.
  - Jeanne au bûcher.
- Collège de Pacy-sur-Eure, fresque murale[3].
- Ville de Rouen, Verres et dentelles, pastel 100 × 81 cm[63],[64].
- Halle aux Toiles, Rouen, Rouen à travers les âges, fresque murale (salle des fêtes et des congrès)[65],[66].
- Chambre de commerce et d'industrie (palais des Consuls) de Rouen, Filet de pêcheur, huile sur toile 130 × 97 cm[3].
- Église Saint-Pierre d'Yvetot, Christ en croix, sculpture[67].

## Prix et distinctions
- Prix Georges-Bouctot de l'Académie des sciences, belles-lettres et arts de Rouen, décembre 1940[3].
- Prix du Conseil général des Vosges, Épinal, 1966[41].
- Président de la Société des artistes normands[68].

## Hommages
- Une rue de Sotteville-lès-Rouen, un square du Mesnil-Esnard portent le nom de Georges Mirianon.
- L'Association des amateurs rouennais d'art (ARA) décerne annuellement à compter de 1993 un prix Georges-Mirianon qui, au Salon des artistes normands, récompense la meilleure œuvre sur papier[3].